# ロイヤル・ボスカリス・ウエストミンスター

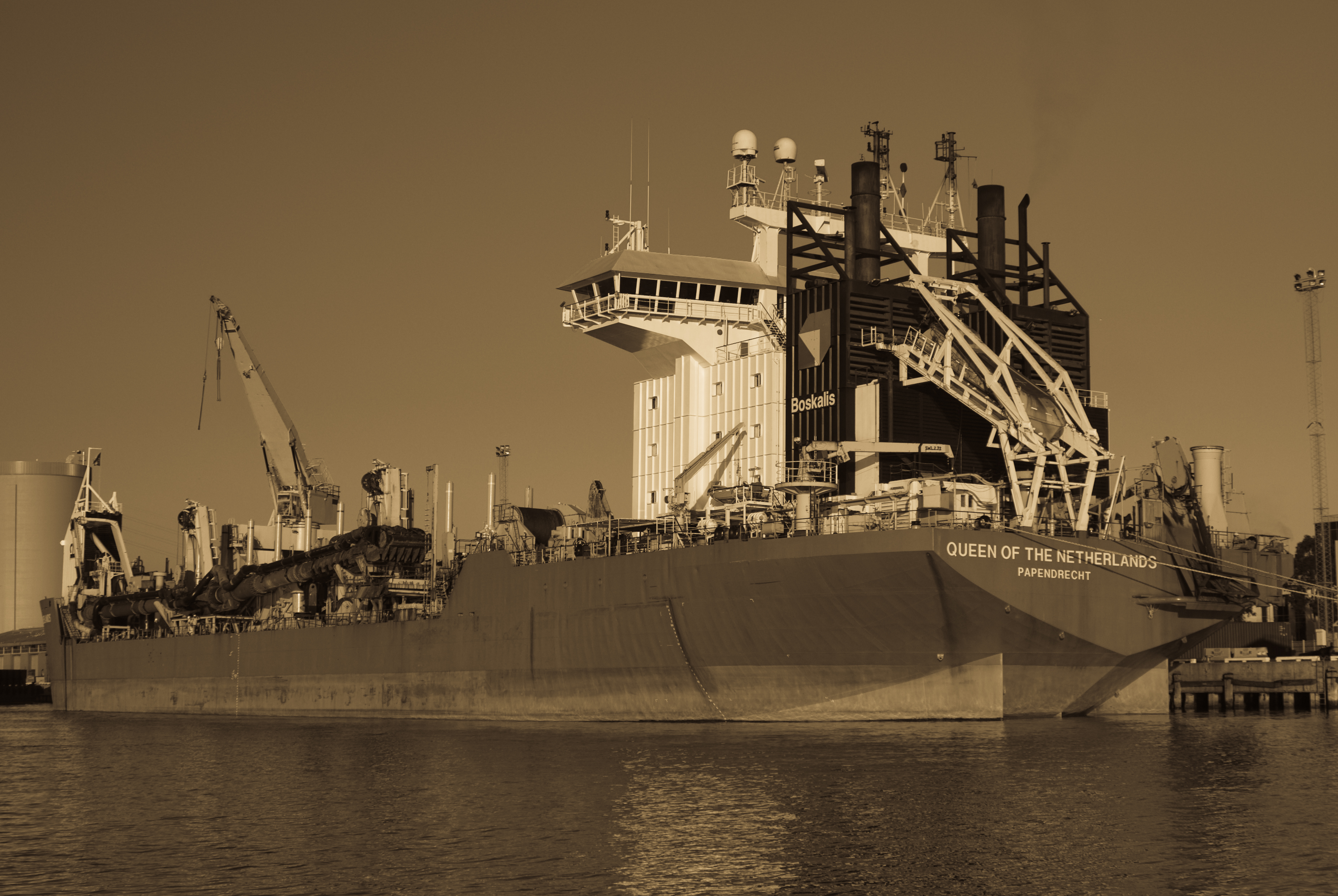
Queen of the Netherlands（メルボルンにて）

ロイヤル・ボスカリス・ウエストミンスター（英語：Royal Boskalis Westminster N.V.、オランダ語：Koninklijk Boskalis Westminster N.V.、KoninklijkはRoyalの意味）はオランダを代表するマリコンである。ユーロネクスト・アムステルダムに上場している。

## 概要
ロイヤル・ボスカリス・ウエストミンスターは世界最大の浚渫船を保有していると主張している。2007年、オーストラリアにおいて、二つの主要な契約を獲得した。一つは、契約高300百万ユーロになる浚渫船Queen of the Netherlandsを用いた、メルボルン・ポートフィリップ湾の拡張工事であり、もう一つは50百万ユーロになるニューキャッスルの港湾拡張工事である。また、アラブ首長国連邦のアブダビでも新港建設の契約1,100百万ユーロを獲得している。
2008年9月15日、ロイヤル・ボスカリス・ウエストミンスターは1,110百万ユーロでオランダのマリコンであるSmit Internationalを買収することを提案した。Smit Internationalの経営陣の拒絶にもかかわらず、ロイヤル・ボスカリス・ウエストミンスターはSmit Internationalの株式の25%以上を購入しており、Smit Internationalの複数のビジネスユニット購入に意欲を見せている。